# Veniconi

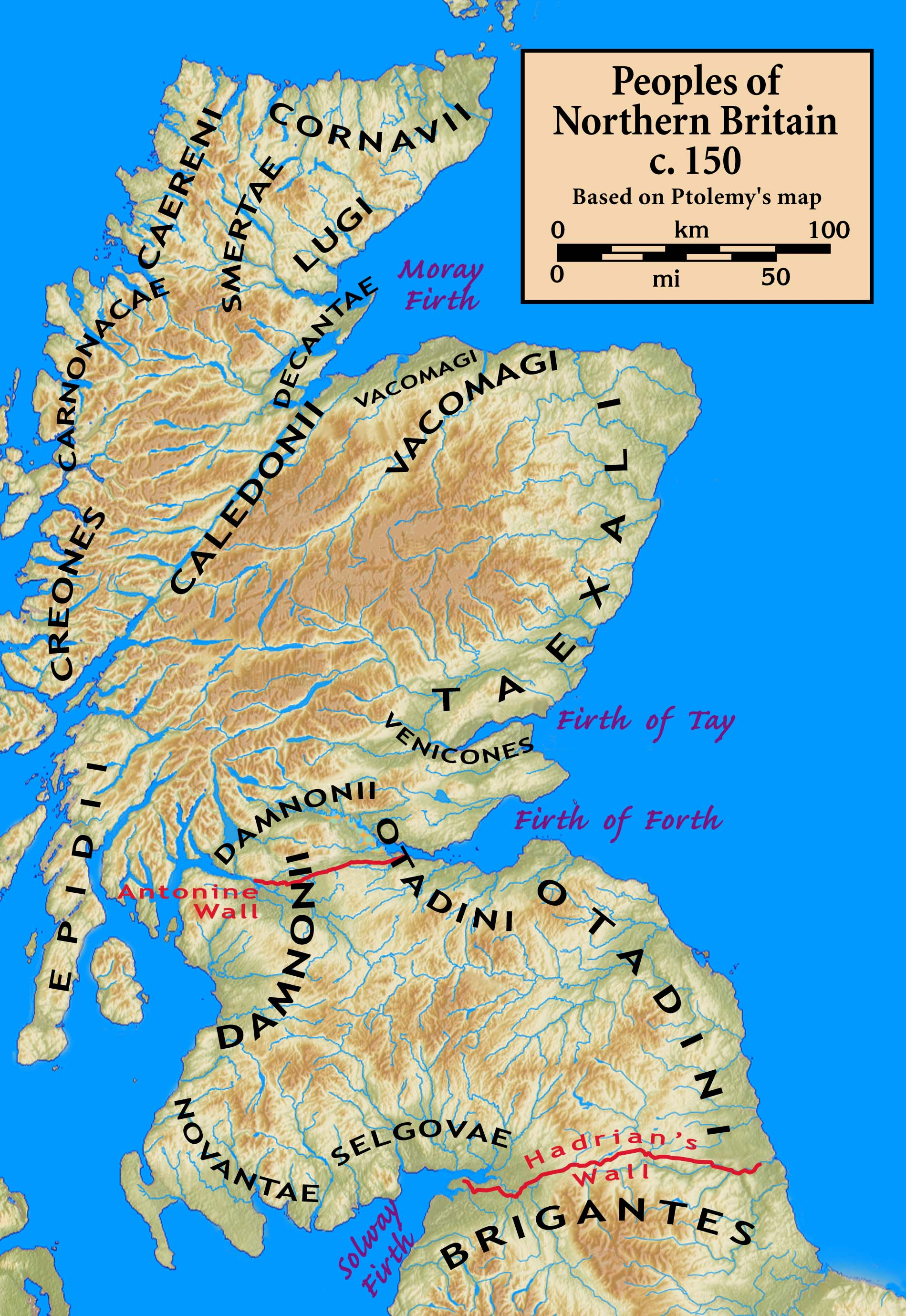
Posizione dei Veniconi

I Veniconi furono un popolo dell'antica Britannia, noto solo per una citazione fatta dal geografo Tolomeo nel suo Geografia attorno al 150. Egli scrisse che la loro città era 'Orrea'. Questa città è stata identificata con il forte romano di Horrea Classis, situato da Rivet e Smith presso Monifieth, dieci chilometri ad est di Dundee. Per questo motivo si pensa che abbiano vissuto tra il Tay ed il Mounth, a sud di Aberdeen. L'etnonimo significa probabilmente "cani da caccia". Un'etimologia leggermente diversa, "simili a cani da caccia", identifica il nome con Maen Gwyngwn, una regione citata nel Gododdin.
Ammiano Marcellino afferma che la "cospirazione barbara" del 367 "al tempo dei Pitti, di cui esistevano due tribù, i Dicalidoni ed i Verturioni, assieme con i popoli guerrieri degli Attacotti e degli Scoti, si spostavano creando grande devastazione". Il termine Verturioni, citato in modi diversi in altre fonti, potrebbe essere un errore di scrittura del termine Veniconi. 